# 豹紋無鬚鯰
豹紋無鬚鯰為輻鰭魚綱鯰形目項鰭鯰科的其中一種，為熱帶淡水魚類，分布於南美洲馬拉開波湖、Magdalena、Cauca、San Juan、Tuira河流域，體長可達44公分，棲息在底層水域，生活習性不明。
种加词 pardalis 意为“豹纹的”。